# Veitchia lepidota
Espèce
Synonymes
- Drymophloeus lepidotus H.E.Moore, 1969

Statut de conservation UICN

 DD  : Données insuffisantes
Veitchia lepidota est une espèce de plantes de la famille des Arecaceae. Ce palmier, endémique des Îles Salomon, a été identifié, à l'origine, sous le nom de Drymophloeus lepidotus,.

## Publication originale
- Principes 13: 75. 1969.